# Lorca Club de Fútbol
El Lorca Club de Fútbol era un club de fútbol español de la ciudad de Lorca en la Región de Murcia. Fue fundado en el año 1986 con el nombre de Lorca Promesas Club de Fútbol, cambió su nombre por el de Lorca Club de Fútbol en 1994 y desapareció en 2002, después de ser comprado por el nuevo equipo Lorca Deportiva, que retuvo su escudo y colores.

## Historia

### Lorca Promesas
En el verano de 1986, el famoso José Lorca Alamar, decide fundar el Lorca Promesas Club de Fútbol. El nuevo club jugó en el campo de fútbol Mundial 82, situado en la diputación de La Torrecilla, que empezó a jugar en la Preferente Autonómica.
En la temporada 1990-91, el club se mudó de estadio para el Estadio Municipal de San José, para jugar junto con el Lorca Deportiva.
En el 1992, El Lorca Promesas ascendió a Tercera División por primera vez en su historia.
En la temporada 1993-94, El equipo logró el 8o puesto en la Tercera división mientras su rival, el Lorca Deportivo, descendió a Preferente después de acabar de 17o.

### Lorca CF
En el 1994, después de muchas deudas impagas, El CF Lorca Deportiva (1969) y el Lorca Promesas se fusionaron para hacer un nuevo club, el Lorca Club de Fútbol.
En el 1995-96, quedaron subcampeón de la Copa RFEF de Murcia.
En la siguiente temporada, el 1996-97, el Lorca volvió a la Segunda B otra vez, después de finalizar de segundos en la liga y ganar los playoffs de ascenso contra el CD Alcoyano. 
En la temporada 1997-98, la campaña termina con un nuevo descenso después de perder contra el Granada CF, finalizando décimo séptimo. Sin embargo, llegaron a la tercera ronda de la Copa del Rey,después de victorias contra el Motril CF, y Albacete Balompié, perdiendo contra el Club Polideportivo Mérida. Esta fue su mejor llegada en la Copa del Rey.
En la siguiente temporada, vuelve ser ascendido a Segunda B, siendo el club conocido como "El Ascensor", tras ascensos y descensos consecutivos. 
En la temporada 1999-2000, un nuevo grupo investor se hizo cargo del club, con el objetivo de llevarlo a la Segunda División. Pero ese plan fallo, y el club fue descendido por otra vez. 
En la temporada 2000-01, se presentó un nuevo fichaje estrella,el jugador argentino Daniel Toribio Aquino. El club estuvo otra vez luchando por el ascenso a segunda, pero esta vez no la cojieron por que perdieron contra el Alicante CF en un partido polémico.
Aunque tuvo muchos problemas y deudas en el 2001, el club consiguió entrar a la primera ronda propia de la Copa RFEF. Perdió contra el Torredonjimeno CF. También ganaron la Copa RFEF de Murcia.
En el 2002, el club desapareció por deudas impagas. El club debía más de 1 millón de euros a los jugadores, pero sin embargo terminaron de cuartos en la liga, jugando sin sueldo por 5 meses. Un nuevo club que se llamaba Lorca Deportiva apareció, que tomó el escudo y los colores del viejo club, CF Lorca Deportiva, que se había disuelto en el 1994 para fusionar con este club.

## Presidentes
- Jose Reverte Navarro
- José Lorca Alamar

- Santos Márquez

## Uniforme

### Evolución del uniforme
| 1986 - 1991 | 1991 - 1992 | 1994 - 1995 | 1995 - 1996 |
| 1996 - 1997 | 1997 - 1998 | 1998 - 1999 |             |

## Estadio
En su fundación en 1986 bajo el nombre de Lorca Promesas el club comenzó jugando en el Campo del Mundial 82. El Mundial 82, inaugurado el 7 de octubre de 1985 y situado en el Complejo Deportivo La Torrecilla, era en ese tiempo un campo de tierra y acogió los partidos del Promesas hasta el año 1991. En ese año el club solicitó al Ayuntamiento de Lorca el uso del Estadio Municipal de San José, que entonces utilizaba de manera exclusiva el Lorca Deportiva. El Lorca Deportiva se negó a compartir el estadio, pues entendía que el convenio firmado con el Ayuntamiento le garantizaba el uso exclusivo del mismo, lo que terminó en un conflicto legal que fue resuelto con el Promesas jugando en San José desde octubre del 1991. Tras la unión del fútbol lorquino en 1994 y el cambio de nombre a Lorca Club de Fútbol el nuevo proyecto continuó utilizando el recinto de San José hasta la disolución del club en 2002, cuando ya estaba a punto de ser inaugurado el nuevo Francisco Artés Carrasco.

## Datos del club

### Trayectoria histórica
| Nivel | Temporada | Categoría           | Posición | Promoción | Copa del Rey  | Copa de la Liga | Copa RFEF     | Copa FFRM     |
| ----- | --------- | ------------------- | -------- | --------- | ------------- | --------------- | ------------- | ------------- |
| VII   | 1986/87   | Segunda Regional    | 1º       | -         | -             | -               | -             | -             |
| VI    | 1987/88   | Primera Regional    | 1º       | -         | -             | -               | -             | -             |
| V     | 1988/89   | Regional Preferente | 5º       | -         | -             | -               | -             | -             |
| V     | 1989/89   | Regional Preferente | 6º       | -         | -             | -               | -             | -             |
| V     | 1990/91   | Regional Preferente | 9º       | -         | -             | -               | -             | -             |
| V     | 1991/92   | Regional Preferente | 3º       | -         | -             | -               | -             | -             |
| IV    | 1992/93   | Tercera División    | 6º       | -         | -             | -               | -             | -             |
| IV    | 1993/94   | Tercera División    | 8º       | -         | Primera Ronda | -               | -             | -             |
| IV    | 1994/95   | Tercera División    | 1º       | 2º        | -             | -               | -             | -             |
| III   | 1995/96   | Segunda División B  | 19º      | -         | -             | -               | -             | Subcampeón    |
| IV    | 1996/97   | Tercera División    | 2º       | 1º        | -             | -               | -             | -             |
| III   | 1997/98   | Segunda División B  | 17º      | -         | Tercera Ronda | -               | -             | -             |
| IV    | 1998/99   | Tercera División    | 4º       | 1º        | -             | -               | -             | Subcampeón    |
| III   | 1999/00   | Segunda División B  | 20º      | -         | Primera Ronda | -               | -             | -             |
| IV    | 2000/01   | Tercera División    | 4º       | 2º        | -             | -               | -             | Segunda Ronda |
| IV    | 2001/02   | Tercera División    | 4º       | 2º        | -             | -               | Primera Ronda | Campeón       |

## Filial y fútbol base

### Lorca Club de Fútbol "B"

#### Trayectoria histórica
| Nivel | Temporada | Categoría           | Posición   | Promoción  | Copa del Rey | Copa de la Liga | Copa RFEF  | Copa FFRM  |
| ----- | --------- | ------------------- | ---------- | ---------- | ------------ | --------------- | ---------- | ---------- |
| VII   | 1991/92   | Segunda Regional    | 1º         | -          | -            | -               | -          | -          |
| VI    | 1992/93   | Primera Regional    | 4º         | -          | -            | -               | -          | -          |
| V     | 1993/94   | Regional Preferente | 13º        | -          | -            | -               | -          | -          |
| V     | 1994/95   | Regional Preferente | 18º        | -          | -            | -               | -          | -          |
|       | 1995/96   | No compite          | No compite | No compite | No compite   | No compite      | No compite | No compite |
|       | 1996/97   | No compite          | No compite | No compite | No compite   | No compite      | No compite | No compite |
|       | 1997/98   | No compite          | No compite | No compite | No compite   | No compite      | No compite | No compite |
|       | 1998/99   | No compite          | No compite | No compite | No compite   | No compite      | No compite | No compite |
| V     | 1999/00   | Regional Preferente | 2º         | 11º        | -            | -               | -          | -          |
|       | 2000/01   | No compite          | No compite | No compite | No compite   | No compite      | No compite | No compite |
|       | 2001/02   | No compite          | No compite | No compite | No compite   | No compite      | No compite | No compite |

## Rivalidades

### Rivalidad con el Águilas
En el año 1901 el Lorca Foot-Ball Club y el Águilas Foot-Ball Club jugaban en el Campo de Santa Quiteria de Lorca el primer partido de la historia entre dos clubes de la Región de Murcia. Desde entonces los enfrentamientos entre lorquinos y aguileños se han repetido con asiduidad a lo largo de la historia. La cercanía de las ciudades (apenas 30 kilómetros), que los equipos de ambas localidades han coincidido en la misma categoría numerosas veces y en muchas ocasiones peleando por los mismos objetivos e incluso los colores de las camisetas, rayas blancas y azules, que aún suscita polémica entre las aficiones sobre quién los adoptó primero han contribuido a asentar la rivalidad a pesar de las continuas desapariciones de clubes en ambas ciudades. En 1950, tras medio siglo de amistoso esporádicos, se establece de manera anual el Trofeo Playa y Sol, que enfrenta a los conjuntos de ambas ciudades cada verano desde entonces.
| Fecha                    | Categoría           | Temporada | Jornada       | Estadio    | Local             | Visitante         | Resultado |
| ------------------------ | ------------------- | --------- | ------------- | ---------- | ----------------- | ----------------- | --------- |
| 6 de diciembre de 1992   | Tercera División    | 1992/93   | 14            | El Rubial  | Águilas CF        | Lorca Promesas CF | 3-1       |
| 18 de abril de 1993      | Tercera División    | 1992/93   | 33            | San José   | Lorca Promesas CF | Águilas CF        | 2-0       |
| 14 de noviembre de 1993  | Tercera División    | 1993/94   | 13            | El Rubial  | Águilas CF        | Lorca Promesas CF | 1-0       |
| 27 de marzo de 1994      | Tercera División    | 1993/94   | 32            | San José   | Lorca Promesas CF | Águilas CF        | 0-3       |
| 15 de agosto de 1994     | Trofeo Playa y Sol  | 1994/95   | Partido único | El Rubial  | Águilas CF        | Lorca CF          | 2-0       |
| 25 de septiembre de 1994 | Tercera División    | 1994/95   | 4             | El Rubial  | Águilas CF        | Lorca CF          | 2-0       |
| 12 de febrero de 1995    | Tercera División    | 1994/95   | 23            | San José   | Lorca CF          | Águilas CF        | 1-2       |
| 15 de agosto de 1995     | Trofeo Playa y Sol  | 1995/96   | Ida           | El Rubial  | Águilas CF        | Lorca CF          | 0-2       |
| 22 de agosto de 1995     | Trofeo Playa y Sol  | 1995/96   | Vuelta        | San José   | Lorca CF          | Águilas CF        | 3-4       |
| 15 de agosto de 1996     | Trofeo Playa y Sol  | 1996/97   | Ida           | El Rubial  | Águilas CF        | Lorca CF          | 2-1       |
| 22 de agosto de 1996     | Trofeo Playa y Sol  | 1996/97   | Vuelta        | San José   | Lorca CF          | Águilas CF        | 4-1       |
| 10 de noviembre de 1996  | Tercera División    | 1996/97   | 11            | El Rubial  | Águilas CF        | Lorca CF          | 1-1       |
| 23 de marzo de 1997      | Tercera División    | 1996/97   | 30            | San José   | Lorca CF          | Águilas CF        | 2-1       |
| 15 de agosto de 1997     | Trofeo Playa y Sol  | 1997/98   | Ida           | El Rubial  | Águilas CF        | Lorca CF          | 1-2       |
| 22 de agosto de 1997     | Trofeo Playa y Sol  | 1997/98   | Vuelta        | San José   | Lorca CF          | Águilas CF        | 0-1       |
| 15 de agosto de 1998     | Trofeo Playa y Sol  | 1998/99   | Partido único | El Rubial  | Águilas CF        | Lorca CF          | 3-1       |
| 15 de agosto de 1999     | Trofeo Playa y Sol  | 1999/00   | Partido único | El Rubial  | Águilas CF        | Lorca CF          | 1-1       |
| 9 de septiembre de 1999  | Regional Preferente | 1999/00   | 6             | El Rubial  | Águilas CF B      | Lorca CF B        | 0-0       |
| 9 de enero de 2000       | Regional Preferente | 1999/00   | 17            | Mundial 82 | Lorca CF B        | Águilas CF B      | 1-0       |
| 15 de agosto de 2000     | Trofeo Playa y Sol  | 2000/01   | Partido único | El Rubial  | Águilas CF        | Lorca CF          | 0-2       |
| 17 de septiembre de 2000 | Tercera División    | 2000/01   | 3             | San José   | Lorca CF          | Águilas CF        | 4-0       |
| 14 de enero de 2001      | Tercera División    | 2000/01   | 24            | El Rubial  | Águilas CF        | Lorca CF          | 1-0       |
| 15 de agosto de 2001     | Trofeo Playa y Sol  | 2001/02   | Partido único | El Rubial  | Águilas CF        | Lorca CF          | 3-2       |
| 16 de septiembre de 2001 | Tercera División    | 2001/01   | 3             | San José   | Lorca CF          | Águilas CF        | 1-0       |
| 27 de enero de 2002      | Tercera División    | 2001/02   | 22            | El Rubial  | Águilas CF        | Lorca CF          | 3-0       |

## Palmarés

### Torneos nacionales
| Torneos nacionales     | Torneos nacionales | Torneos nacionales |
| Competición            | Títulos            | Subcampeonatos     |
| ---------------------- | ------------------ | ------------------ |
| Tercera División (1/1) | 1994/95            | 1996/97            |

### Torneos regionales
| Torneos regionales   | Torneos regionales | Torneos regionales |
| Competición          | Títulos            | Subcampeonatos     |
| -------------------- | ------------------ | ------------------ |
| Segunda Regional (1) | 1986/87            |                    |
| Primera Regional (1) | 1987/88            |                    |
| Copa FFRM (1/2)      | 2001/02            | 1995/96, 1998/99   |